# شاخص تولید صنعتی
شاخص تولید صنعتی از شاخص‌های اقتصادی است که خروجی تولید واقعی از تولید صنعتی (معدن، ساخت و آب‌وبرق) را محاسبه می‌نماید. این شاخص از مهم‌ترین نماگرهای کوتاه مدت اقتصادی است، که تغییر در مقدار کالاها و خدمات تولید شده توسط بخش‌های اقتصادی مورد نظر را نشان می‌دهد.
این شاخص از کاربردی گسترده در مطالعات اقتصادی برخوردار است و به دلیل عدم تأثیرگذاری تغییرات قیمت بر این شاخص، می‌تواند به خوبی عملکرد واقعی بخش‌های ذی‌ربط را توضیح دهد و به عنوان معیاری برای اندازه‌گیری تغییرات کوتاه مدت ارزش افزوده این بخش‌ها، مورد استفاده قرار می‌گیرد.
شاخص تولید صنعتی، وضعیت فعالیت بخش‌های مختلف را به صورتی فشرده و ساده نشان می‌دهد و در کار سایر داده‌ها، منبع اطلاعاتی مفیدی برای تصمیم‌سازی و سیاست گذاری اقتصادی است. در تحلیل اقتصاد خرد، شاخص تولید می‌تواند مقایسه بین بخش‌ها و زیربخش‌های مختلف اقتصادی را امکان‌پذیر سازد. در تحلیل‌های کلان نیز از این شاخص برای ارزیابی تغییرات ارزش افزوده، همچنین بررسی رابطه آن با تغییر جمعیت، درآمد ملی، تجارت خارجی، سطح قیمت‌ها و سایر متغیرهای کلان اقتصادی استفاده می‌شود.